# Asplenium lorentzii
Asplenium lorentzii är en svartbräkenväxtart som beskrevs av Georg Hans Emmo Wolfgang Hieronymus. Asplenium lorentzii ingår i släktet Asplenium och familjen Aspleniaceae. Inga underarter finns listade.